# Etiruir
Der Etiruir (auch: Katteruueru-san, Mount Katteluel, Mount Luisualmonugui, Ngamlungui, Ngarua, Ngaruak, Rois Mlengui, Rois Mlungui, Ruisaurumonogui-San, Ruisuarumonogui Mountain) ist ein 213 m hoher Hügel auf der Insel Babelthuap im Inselstaat Palau im Pazifik.

## Geographie
Der Hügel liegt im Westen der Insel in der Nähe des Ortes Imeong.